# Riconoscimento di angoli
il Riconoscimento di angoli (in inglese: Corner detection) è un approccio usato in computer vision per estrarre tipi di caratteristiche ed inferire nei contenuti dell'immagine.
Viene spesso usato nel rilevazione di movimento, registrazione di immagine, tracciamento video, mosaicizzazione delle immagini, creazione di panorami di immagini, modellazione 3D e riconoscimento di oggetti.
È un argomento affine al rilevamento di punti di interesse.

## Implementazioni
Qui vengono forniti collegamenti esterni alle implementazioni di alcuni riconoscitori d'angoli.
- (EN) DoG detection (as part of the SIFT system), Windows and x86 Linux executables
- (EN) Harris-Laplace, static Linux executables. Also contains DoG and LoG detectors and affine adaptation for all detectors included.
- (EN) FAST detector, C, C++, MATLAB source code and executables for various operating systems and architectures.
- (EN) lip-vireo,[LoG, DoG, Harris-Laplacian, Hessian and Hessian-Laplacian],[SIFT, flip invariant SIFT, PCA-SIFT, PSIFT, Steerable Filters, SPIN][Linux, Windows and SunOS] executables.
- (EN) FAST Detector for the iPhone, Adaptation of Edward Rosten's implementation to the iPhone. Achieves real time results.
- (EN) SUSAN Low Level Image Processing, C source code.